# Bukowski (Panzerwagen)
Der Panzerwagen Bukowski war ein improvisiertes, gepanzertes Fahrzeug aus einer Werkstatt in Lemberg, das im Polnisch-Sowjetischen Krieg eingesetzt wurde.

## Geschichte
Im Sommer 1920 gelang es der Roten Armee, die eroberten polnischen Gebiete zurückzuerobern. Dabei ging die Rote Armee in die Offensive und erreichte Warschau. Dadurch erlitt Polen schwerste Verluste an militärischer Ausrüstung, welche schnellstmöglich kompensiert werden mussten. Dabei setzte man auf den Bau improvisierter Panzerwagen.
Ende Juni 1920 beschloss man in einer privaten Autowerkstatt in der Yanovsky-Straße in Lemberg (dem heutigen Lwiw), einen dieser selbstgebauten Panzerwagen herzustellen. Die Idee dazu hatte Władysław Kohman-Floriański, ein Maschinenbauingenieur und Dozent an der technischen Universität in Lemberg. Der Kommandeur des Generalbezirkskommando Lemberg, Włodzimierz Bukowski, lieferte dafür das Fahrgestell eines Lastwagens der Marke Packard und das Panzerwagenschema. Hierbei sollte das Fahrzeug die Besatzung schützen und den Feind mit Maschinengewehrfeuer angreifen können. Jedoch verfügte die Garnison Lemberg nicht über genügend Ressourcen. Aus diesem Grund wurde geplant, den neuen Panzerwagen aus verfügbaren Komponenten zu bauen.
Im Juli 1920 wurde der Bau des Panzerwagens abgeschlossen. Hierbei erhielt er den Namen des Kommandeurs „Bukowski“. Am 19. August 1920 wurde das Fahrzeug zum Teil der Sturmabteilung unter dem Kommando von Leutnant Stanisław Marian Kruszyński.

## Technische Daten
Die ursprüngliche Tragfähigkeit des Fahrgestells betrug 3 t und kam durch den Umbau mit 7 t an die maximale Belastungsgrenze. Zwar hatte das Fahrzeug keine große Leistung, aber man musste mit dem auskommen, was vorhanden war. Der Motor war ein Benzinmotor mit 32 PS Leistung und trieb die Vorderräder an und erreichte auf der Straße eine maximale Geschwindigkeit von 30 km/h. Die Räder bestanden aus einer Speichenkonstruktion und Gussreifen. Das mechanische Getriebe lieferte vier Vorwärtsgänge und einen Rückwärtsgang. Die Federung bestand aus gewöhnlichen Blattfedern.
Der Panzerkasten wurde von den beiden Militäringenieur-Sergeanten Julian Leśków und Józef Kuzilk angefertigt. Diese bestand aus sogenannten Infanterie-Grabenpanzerungsgießer. Dieser Schild war eine gebogene Panzerplatte mit einer kleinen Schießscharte in der Mitte. Um zusätzlichen Schutz zu bieten, wurde die Öffnung mit einer beweglichen Abdeckung verdeckt. Die Motorhaube hatte einen vertikalen Vorderpanzer mit einer dreieckigen Oberseite. In der Mitte befanden sich einzelne Rippen zum Schutz des Kühlers. Die Seitenpanzerung der Motorhaube verlief parallel zum Rahmen und stieg nach hinten leicht an. Die Oberseite wurde durch ein paar Schrägbleche abgedeckt.
Als Bewaffnung waren vier wassergekühlte Maxim-Maschinengewehre verbaut. Damit konnte zu allen Seiten das Fahrzeug gesichert und geschossen werden. Zusätzlich waren die Maschinengewehre so angebracht, dass ein großer Sicht- und Wirkungsbereich genutzt werden konnte, sowohl horizontal wie auch vertikal. Dennoch gab es einige wenige tote Winkel.
Die Besatzung bestand aus einem Fahrer, vier Maschinengewehr-Schützen, einem Kommandanten und ein bis zwei Beobachtern. Der Zugang für alle sieben bis acht Besatzungsmitglieder befand sich am Heck in Form einer großen Tür. Diese konnte allerdings nur mit einem Trittbrett erreicht werden. Um das Fahrzeug bewegen und sicher fahren zu können, gab es für den Fahrer eine kleine Luke in der Frontpanzerung und kleinere Schießscharten rechts und links.

## Einsatz
Zum Einsatz kam das Fahrzeug bereits im Sommer 1920 bei der Verteidigung von Lemberg gegen die 1. Rote Reiterarmee unter der Führung von Semjon Michailowitsch Budjonny. Auch bei der Schlacht von Busk am 19. August, bei den Kämpfen um Zadwórze am 20. und 21. August und bei der Schlacht um Pikułowice und Borschtschowytschi am 23. August nahm das Fahrzeug teil. Den Ausgang der Schlachten konnte der Panzerwagen allerdings nicht wirklich beeinflussen. Bei der Verteidigung von Pikułowice wurde das Fahrzeug schwer beschädigt und nach Lemberg zurückgeschickt. Dort wurde der Panzerwagen schnell repariert, aber nicht mehr an die Front geschickt.
Verschiedenen Quellen zufolge wurde 1921, nachdem der Polnisch-Sowjetische Krieg beendet war, der Panzerwagen der 6. Motorstaffel (polnisch: 6 Dywizjon Samochodowy) zugeordnet. Da mit der Zeit die polnische Armee immer mehr seriengefertigte Panzerwagen bekam, waren die improvisierten Panzerwagen nicht mehr vonnöten. Aus diesem Grund wurde der Bukowski-Panzerwagen Ende 1922, Anfang 1923 abgeschrieben und zur Demontage geschickt. Ob das Fahrgestell wieder als Lastkraftwagen genutzt wurde, ist unbekannt.